# Comuna Denîsivka, Bilohirea
Denîsivka (în ucraineană Денисівка) este o comună în raionul Bilohirea, regiunea Hmelnîțkîi, Ucraina, formată din satele Danîlivka, Denîsivka (reședința) și Kalînivka.

## Demografie
Componența lingvistică a comunei Denîsivka
     Ucraineană (98,44%)
     Rusă (1,34%)
Conform recensământului din 2001, majoritatea populației comunei Denîsivka era vorbitoare de ucraineană (98,44%), existând în minoritate și vorbitori de rusă (1,34%).